# Marie-Marguerite Carraux de Rosemond
Marie-Marguerite Carraux de Rosemond (Collombey, Valais, Suisse, 12 septembre 1765 - Paris, 12 novembre 1788) est une artiste peintre suisse établie à Paris. Elle est surtout connue pour avoir été représentée en 1785 dans l'Autoportrait avec deux élèves d'Adélaïde Labille-Guiard, dont elle était la disciple.

## Biographie
Marie-Marguerite Carraux de Rosemond fait partie des neuf disciples de sexe féminin d'Adélaïde Labille-Guiard à exposer lors de l'Exposition de la Jeunesse de 1783, où son travail est par ailleurs très apprécié par les critiques
Réputée pour sa grande beauté, elle est sélectionnée pour figurer, aux côtés de sa condisciple Marie-Gabrielle Capet, dans l'Autoportrait avec deux élèves de Labille-Guiard, présenté au Salon de 1785 et aujourd'hui conservé au Metropolitan Museum of Art Une étude préparatoire à ce tableau, représentant les têtes des deux élèves, est aussi conservé dans le même musée
Marie-Marguerite Carraux de Rosemond apparaît aussi dans le coin d'un croquis au stylo intitulé La Madone et l'Enfant avec saint Joseph et saint Jean, réalisé par John Trumbull alors qu'il visitait l'atelier d'Adélaïde Labille-Guiard à Paris en 1786,.
Le 2 janvier 1788, elle épouse à Paris le graveur Charles-Clément Bervic, à qui elle donne un fils. Elle meurt toutefois quelques mois plus tard, dans les galeries du Louvre, où Bervic possède un logement.